# Selsovjet
Selsovjet (Russisch: сельсовет) is een afkorting voor het Russische се́льский сове́т wat letterlijk dorpsraad betekent (sovjet = raad). Een Turkse benaming voor een selsovjet is skhod grazhdan (bijvoorbeeld in Tsjetsjenië en Oezbekistan), wat vergadering van burgers betekent. Het was het laagste bestuurlijke niveau in de Sovjet-Unie en bestaat nog steeds als bestuurlijke vorm in enkele voormalige Sovjetlanden. In sommige landen, zoals Oezbekistan, staat het nu als het op een na laagste niveau, boven de mahalla's. Selsovjets staan qua niveau onder de rajons. Voor grotere plaatsen en stedelijke gebieden waren er de poselkovye sovjety (поселко́вые сове́ты: nederzettingsraden) die op hetzelfde bestuurlijke niveau stonden.
De selsovjet werd ook vermeld in het postadres, met op volgorde van schrijven: Sovjetrepubliek; deelgebied (autonome Sovjetrepubliek, (autonome) oblast, kraj of autonoom district); rajon; selsovjet; plaats; straat (vaak zonder huisnummer, omdat deze niet bestonden); persoon.

## Bestuursvorm
De naam stemt overeen met het bestuurlijke sovjetsysteem voor lokaal zelfbestuur in landelijke gebieden. Een selsovjet werd bestuurd door de predsedatel selsovjeta (председатель сельсовета: voorzitter of president van een selsovjet). De selsovjetraad werd in eerste instantie formeel gekozen door een dorpsvergadering (сельский сход), maar later werd dit gewijzigd in een systeem waarbij de selsovjet van bovenaf werd benoemd.
Gedurende lange tijd moesten inwoners van een selsovjet hun propiska (paspoort) in bewaring geven bij het lokale kantoor van de selsovjet. Officieel voor veiligheidsredenen. De werkelijke reden was dat men hiermee de migratie binnen de Sovjet-Unie kon reguleren door inwoners te binden aan hun woonplaats. Als een inwoner naar een gebied buiten de sovjet of naar het buitenland wilde kon dit alleen met toestemming van de selsovjet.

## Na de Sovjet-Unie
Het bestuurlijke selsovjetniveau bleef na het uiteenvallen van de Sovjet-Unie grotendeels bestaan, zij het dat de naam in sommige gebieden een andere naam kreeg door opkomend etnisch bewustzijn. In de Russische Federatie bestaat lokaal zelfbestuur niet meer binnen het federale staatssysteem. Elk deelgebied heeft zijn eigen regels voor lokaal zelfbestuur, waarbinnen ook de selsovjets vallen, als deze er bestaan.
Een aantal voorbeelden van eigenbenaming zijn:
- Adygea — dorpsdistricten (сельские округа sel' skie okroega);
- Boerjatië — naast selsovjets bestaan hier ook somons (сомоны somony). De term somon wordt vaak gebruikt in gebieden met etnische Boerjaten;
- Kalmukkië en Karatsjaj-Tsjerkessië — dorpsgemeenschappen (сельские муниципальные образования sel'skie moenitsipalnye obrazovanija);
- Karelië (autonome republiek) en Tsjoevasjië — dorpsbesturen (сельские администрации sel'skie administratsij). In Tsjoevasjië, worden de beide termen gebruikt. In de Karelische republiek bestaan naast deze dorpsbesturen ook landelijke nederzettingsraden (поселковые советы);
- Noord-Ossetië (Alanië) — landelijke nederzettingsbesturen (администрации сельских поселений administratij 'sel'skich poselinij).
- Jakoetië (rupubliek Sacha) — naslegs (наслеги naslegi);
- Toeva — sumons (сумоны soemony).